# موسی دمبله (بازیکن فوتبال اهل بلژیک)
موسی دمبله بازیکن فوتبال در پست هافبک اهل بلژیک است وی سابقه بازی در باشگاه‌های باشگاه فوتبال ای‌زد آلکمار، باشگاه فوتبال تاتنهام و باشگاه فوتبال ویلم II را دارد و عضو تیم ملی فوتبال بلژیک نیز می‌باشد.
وی به‌دلیل بازی عالی که در تاتنهام داشت یکی از اسطوره های تاتنهام به حساب می آید 